# Преслоп (Драмско)
Преслоп с местно произношение Пряслоп (изписване до 1945 година: Прѣслопъ, на гръцки: Μελισσότοπος, Мелисотопос, до 1927 година: Πρεσλόπ, Преслоп) е обезлюдено село в Република Гърция, разположено на територията на дем Драма, област Източна Македония и Тракия.

## География
Преслоп се намира на югозападните склонове на Родопите, в околностите на Либан.

## История

### Етимология
Според Йордан Н.Иванов името идва от пряслоп, преслоп, което означава „превал на планина“. В старобългарски прѣслопъ означава „планинска седловина“  - във Виргинската грамота се среща на прѣслопь - а то идва от праславянското *preslop. Същото местно име съществува в Маданско, Годечко, Попски преслоп е седловина в Пирин и други.

### В Османската империя
В края на XIX век селото е българомохамеданско.

### В Гърция
През Балканската война в 1912 година в селото влизат български части. След Междусъюзническата война в 1913 година Преслоп попада в Гърция. Според гръцката статистика през 1913 година в Преслоп живеят 110 души.
През 1923 година жителите на Преслоп като мюсюлмани по силата на Лозанския договор са изселени в Турция, но на тяхно място не са заселени гърци бежанци и селото е изоставено. През 1927 година името на селото е сменено на Мелисотопос.
| Година    | 1913 | 1920 | 1928 | 1940 | 1951 | 1961 | 1971 | 1981 | 1991 | 2001 | 2011 | 2021 |
| --------- | ---- | ---- | ---- | ---- | ---- | ---- | ---- | ---- | ---- | ---- | ---- | ---- |
| Население | 110  | 33   |      |      |      |      |      |      |      |      |      |      |